# Биска-Кіождулуй
Биска-Кіождулуй (рум. Bâsca Chiojdului) — село у повіті Бузеу в Румунії. Входить до складу комуни Кіожду.
Село розташоване на відстані 104 км на північ від Бухареста, 56 км на північний захід від Бузеу, 144 км на захід від Галаца, 54 км на південний схід від Брашова.

## Населення
За даними перепису населення 2002 року у селі проживали 1254 особи, з них 1253 особи (99,9%) румунів. Рідною мовою 1253 особи (99,9%) назвали румунську.